# Calospila zeanger
Calospila zeanger is een vlindersoort uit de familie van de prachtvlinders (Riodinidae), onderfamilie Riodininae.
Calospila zeanger werd in 1790 beschreven door Stoll.